# Percy French

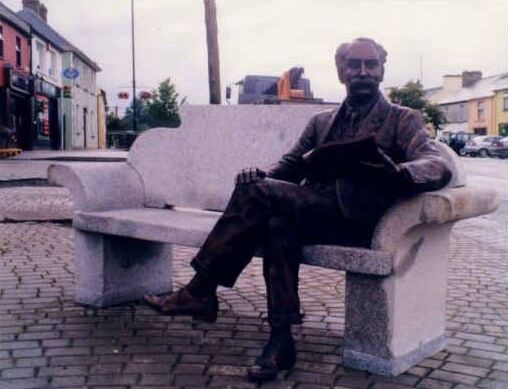
Figura z brązu poety Percy’ego Frencha na głównym placu Ballyjamesduff

William Percy French (ur. 1 maja 1854 w Clooneyquin House obok Elphin, hrabstwa Roscommon, zm. 24 stycznia 1920 w Formby, Merseyside) – irlandzki autor piosenek i artysta.

## Życiorys

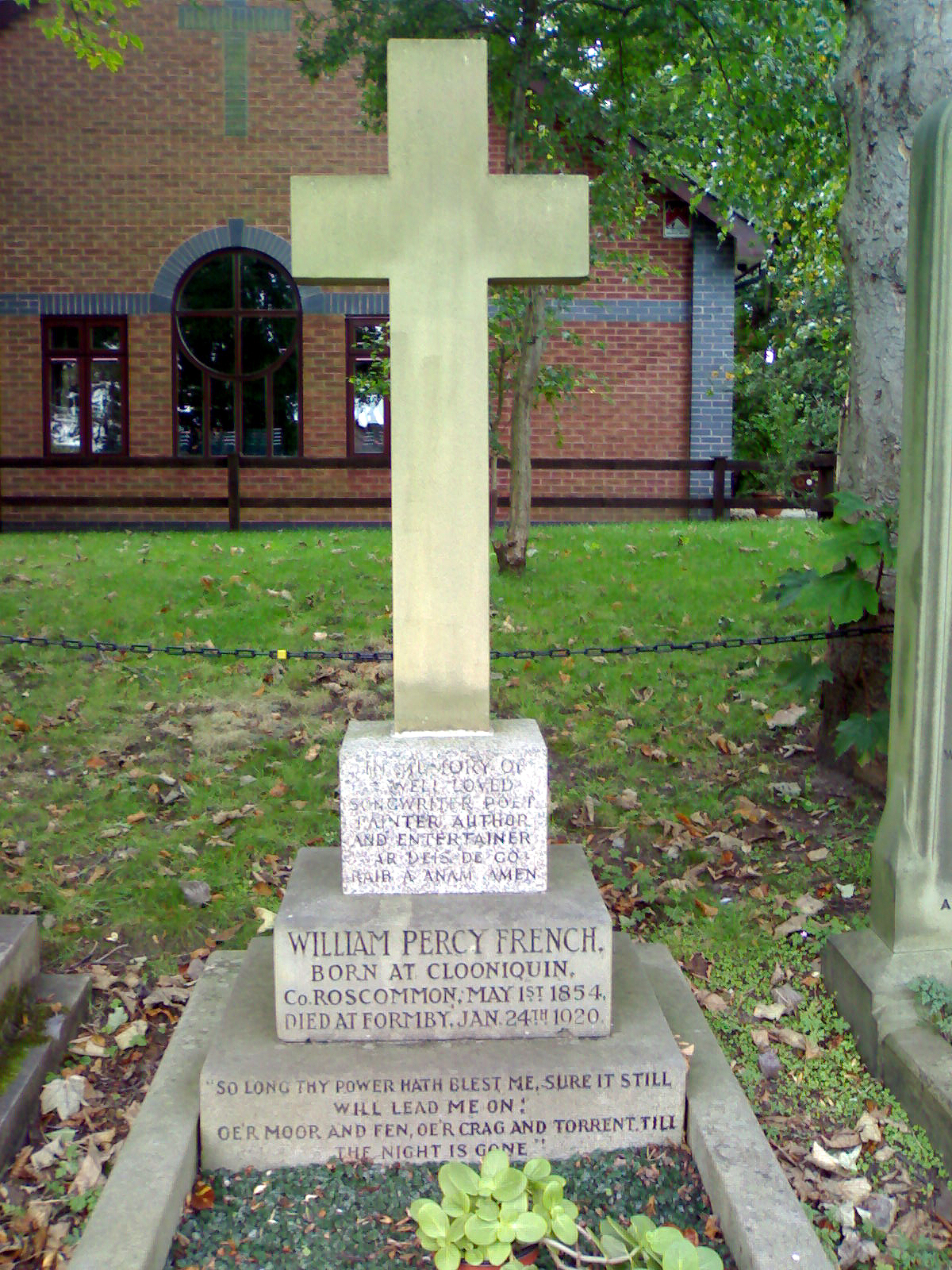
Grób Williama Percy’ego Frencha

French studiował inżynierię lądową w Trinity College w Dublinie. W 1881 chciał wyemigrować do Kanady, ale otrzymał pracę jako inspektor systemów odwadniających w hrabstwie Cavan.
Już jako student zaczął pisać piosenki, podobnie jak w 1877 popularny Abdul Abulbul Amir o pojedynku dwóch oszałamiających bohaterów w toczącej się wojnie rosyjsko-tureckiej, rosyjskiego Ivana Skavinskyiego „Skavara” i tureckiego tytułowego bohatera.
Po zwolnieniu w 1887 z powodu oszczędności publicznych, był pierwszym dziennikarzem (dwa lata w komiksowym tygodniku, The Jarvey), a następnie pełnoetatowym autorem piosenek i artystą, który był znany z pisania komicznych piosenek, takich, jak Phil the Fluters Ball (o piłce w kraju), Slattery's Mounted Foot, Come back Paddy Reilly to Ballyjamesduff, The Mountains of Mourne (przez irlandzkiego pracownika z gór Mourne w Londynie) i Are Ye Right There,  Michael? (o złym stanie linii kolejowej w hrabstwie Clare).
Muzyka często pochodziła od jego przyjaciela, doktora, W. H. Collissona, który inspirację czerpał z podróży przez Irlandię lub z kręgu swoich znajomych. Sam koncertował z samodzielnie napisanymi utworami, w widowiskach rewiowych, brał udział w skeczach i opowiadał historie, od 1900 występował również w halach muzycznych, w londyńskiej metropolii.
Był też znany z akwarelii.

## Życie prywatne
Pod koniec 1880 był w związku małżeńskim z Kathleen Armitage-Moore. W 1891 jego żona zmarła podczas porodu, jego córka także. Rok później ożenił się po raz drugi z Helen Sheldon, z którą miał trzy córki.

## Literatura
- Brendan O'Dowda: The World of Percy French, wydawnictwo Blackstaffs, 1981
- Alan Tongue: A Picture of Percy French, ilustrowane życie irlandzkiego autora piosenek, artysty, poety i malarza; książki Greystone, 1990